# Bemidji, Minnesota
Bemidji este un orășel din comitatul Beltrami, statul Minnesota, Statele Unite ale Americii. Bemidji mai este supranumit și "capitala curlingului" întucât de aici provin campionii multipli mondiali și olimpici la curling, Pete Fenson și Cassandra Johnson.
Orașul se află amplasat la altitudinea de 416 m deasupra n.m., riveran fluviului Mississippi, ocupă o suprafață de 33,5 km², dintre care 30,5 km² sunt uscat. Orașul avea 11.917 locuitori în anul 2000. Bemidji se află la circa 300 km nord-vest de Twin Cities pe malul sud-vestic al lacului cu nume omonim, Bemidji.

## Demografie
| 1970   | 1980   | 1990   | 2000   |
| ------ | ------ | ------ | ------ |
| 11.490 | 10.949 | 11.245 | 11.917 |

După datele recensământului din 2000, orașul avea 11.917 loc.
4.669 gospodării
2.427 familii
84 % sunt albi
11 % amerindieni
restul alte grupări etnice